# Europa łacińska

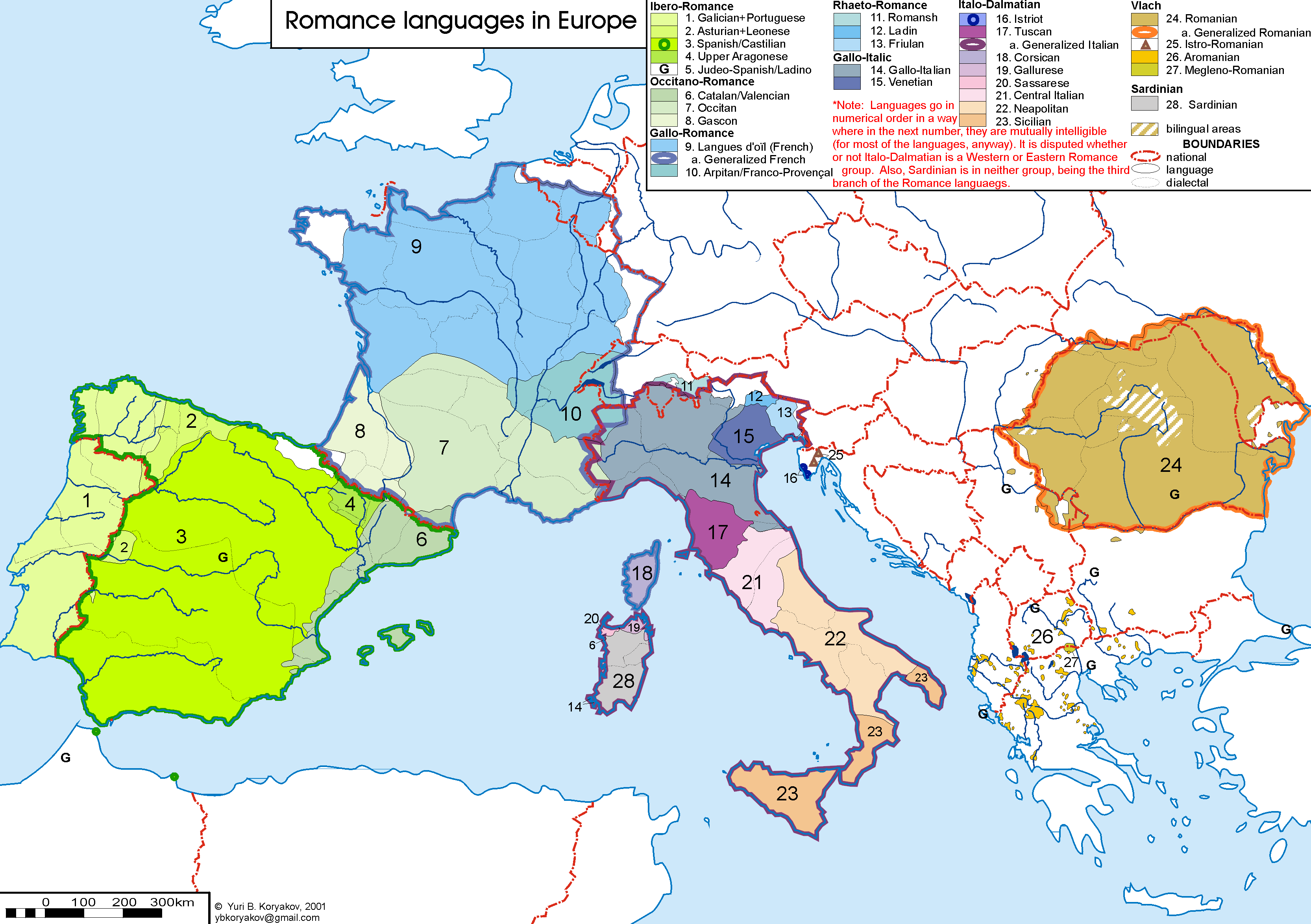
Języki romańskie używane w Europie

Europa łacińska (hiszp., port. i wł. Europa latina, rum. Europa latină, fr. Europe latine) – określenie używane w odniesieniu do tych narodów używających języków romańskich i ich terytoriów, których kultura różni się od germańskich, słowiańskich i ugryjskich części Europy.
Pojęcie Europa łacińska było pierwotnie używane w odniesieniu do państw leżących nad zachodnią częścią Morza Śródziemnego: Andory, Francji, Hiszpanii, Monako, Portugalii, San Marino i Włoch. Te siedem krajów ma wspólne korzenie lingwistyczne (języki wykształciły się z łaciny ludowej), a większość ich mieszkańców przez wieki wyznawała katolicyzm obrządku zachodniego. Definicja ta w szerszym zakresie dotyczy także Watykanu, Walonii w Belgii i tej części Szwajcarii, w której mówi się językiem romansz. Niektórzy zaliczają do tego kręgu również włoskojęzyczne gminy Słowenii oraz Istrię w Chorwacji.
Rumunia i Mołdawia są położone daleko od serca Europy łacińskiej, w „oceanie słowiańskim” i podlegały w swoich dziejach wpływom kościoła prawosławnego. Jednak kraje te okazały wielki entuzjazm za uznanie ich za część Europy łacińskiej, co wyrażano m.in. przez regulację rumuńskiego alfabetu łacińskiego w 1860 roku, reformy rumuńskiej pisowni z roku 1993, a także przez porzucenie cyrylicy i zastąpienie jej alfabetem łacińskim w Mołdawii w 1989 roku. Oba kraje są obecnie pełnoprawnymi członkami Unii Łacińskiej.
Część regionów w wyżej wymienionych państwach prezentuje odmienną kulturę od Europy łacińskiej:
- Alzacja i Nord-Pas-de-Calais we Francji oraz Tyrol Południowy we Włoszech były głównie pod wpływami germańskimi
- Bretania we Francji oraz Galicia i Asturia w Hiszpanii pokazują wpływy celtyckie
- część włoskiego regionu Friuli-Wenecja Julijska jest słoweńskojęzyczna
- nieindoeuropejski język baskijski jest drugim językiem urzędowym w hiszpańskich regionach Nawarra i Kraj Basków.